# Carynota
Carynota  (лат.) — род равнокрылых насекомых из семейства горбаток (Smiliinae, Membracidae).
Неарктика: США и Канада.
Дорсальный край головы с резким подъёмом у глаз. Пронотум покрывает передние крылья, с простым округлым пронотумом, плечевые углы увеличены, но без выступов-рогов. Передние крылья с жилками R, M, и Cu разделёнными у основания, но сходящимися у вершины; с 2 или более поперечными жилками m-cu. Растения-хозяева: Betulaceae: Alnus, Betula, Corylus; Fagaceae: Quercus; Hamamelidaceae: Hamamelis; Julgandaceae: Carya, Juglans; Tiliaceae: Tilia
.

## Систематика
Род включён в трибу Telamonini.
- Carynota maculata
- Carynota marmorata
- Carynota mera
- Carynota stupida